# Carlo Buonaparte
Carlo Maria Buonaparte (n. 29 martie 1746, Ajaccio, Corse, Franța – d. 24 februarie 1785, Montpellier, Regatul Franței) a fost un avocat și politician corsican, asistent al liderului revoluționar Pasquale Paoli și reprezentantul regiunii Corsica la curtea regelui Ludovic al XVI-lea al Franței. După deces, fiul său Napoleon a devenit Împăratul Franței, iar unii din fii săi au primit titluri regale din partea fratelui lor.

## Biografie
Carlo Maria Buonaparte s-a născut la Ajaccio, Corsica, la 27 martie 1746, într-o familie care a fost prezentă pe insulă de șapte generații (un Francesco Buonaparte emigrase din Sarzane, un oraș din Liguria la sud de La Spezia, la Ajaccio în 1514 sau 1520). Familia, deși aparținea burgheziei din Ajaccio, era modestă, deținând câteva câmpuri și vii în împrejurimi.
Pe 2 iunie 1764, la vârsta de optsprezece ani, Carlo Maria Buonaparte s-a căsătorit cu Letizia Ramolino, care avea doar paisprezece ani. Ea îi va oferi treisprezece sau paisprezece copii, dintre care opt aveau să supraviețuiască.
El l-a sprijinit mai întâi pe Pasquale Paoli în lupta sa împotriva francezilor, înainte de a încerca să continue lupta în maquis, apoi s-a raliat la noii stăpâni după exilul lui Paoli în Anglia în mai 1769.
În toamna anului 1769, a devenit doctor în drept la Universitatea din Pisa, iar în anul următor a fost numit asesor al Jurisdicției Regale din Ajaccio.